# Pearl Carr & Teddy Johnson
Pearl Carr (nacida Pearl Lavinia Carr; Exmouth, East Devon, Inglaterra; 2 de noviembre de 1923-16 de febrero de 2020) y Teddy Johnson (nacido Edward Victor Johnson; Surbiton, Surrey, Inglaterra; 4 de septiembre de 1920-6 de junio de 2018) fueron un dúo artístico popular durante los años 1950 y principio de los años 1960 conformado por un matrimonio.

## Inicios
Ambos disfrutaron del éxito como solistas antes de contraer matrimonio en 1955. Carr había liderado el grupo "The Keynotes", que tuvo dos éxitos en 1956 en el Reino Unido con Dave King: "Memories Are Made of This" (#5) y "You Can't Be True To Two" (#11). También fue una popular cantante y actriz de radio en el programa de Bernard Braden Bedtime With Braden.
Johnson había liderado su propia banda juvenil, era un batería profesional y trabajaba para la Columbia a principios de los 50. También era DJ en Radio Luxembourg y después en la BBC Radio 2, también había aparecido en shows televisivos de la BBC como en la serie infantil Crackerjack.

## Éxito juntos
Carr y Johnson aparecieron con frecuencia en televisión, en programas como The Winifred Atwell Show, Big Night Out y Blackpool Night Out. Fueron los representantes del Reino Unido en el Festival de Eurovisión 1959 y acabaron en segundo posición con la canción, "Sing, Little Birdie". La canción alcanzó la posición 12 de la lista de éxitos británica. Intentaron representar al Reino Unido de nuevo en 1960, para ello presentaron dos canciones a la preselección, "Pickin' Petals" y "When The Tide Turns", la última alcanzó la final. Se enfrentaron en la final al hermano de Johnson, Bryan Johnson. Al final Bryan ganó y representó al Reino Unido en el Festival de Eurovisión 1960. También quedó segundo con la canción "Looking High, High, High". Carr y Johnson lanzaron otro sencillo, al año siguiente, "How Wonderful To Know", con el que alcanzaron el puesto 23 de las listas británicas.
En 1986, ambos fueron protagonistas de una edición de This Is Your Life. Tras este éxito, aparecieron en West End en la adaptación del musical de Stephen Sondheim, Follies.